# 青春のいじわる
「青春のいじわる」（せいしゅんのいじわる）は、菊池桃子のデビュー・シングルである。

## 解説
- アイドル歌手デビュー当時、彼女のキャッチコピーは「イッツ・リアル・フレッシュ 1000％」であった。
- 資生堂「ヤング化粧品」イメージソングに採用。
- 日本テレビ系「ザ・トップテン」（1984年5月21日放送）では、同デビュー曲で最高10位にランクイン。同番組へ初出演を果たし、同曲を歌唱披露した。
- TBSテレビ「ザ・ベストテン」（1984年5月31日放送）では、同期デビューの岡田有希子と共に「今週のスポットライト」コーナーで初登場となった。

## 収録曲
1. 青春のいじわる
  - 作詞:秋元康／作曲・編曲:林哲司
2. MAY SICK
  - 作詞:秋元康／作曲・編曲:林哲司